# 스트리트 파이터 V
《스트리트 파이터 V》는 캡콤과 딤프스가 개발하고 캡콤이 배급한 대전 격투 게임이다. 2008년의 《스트리트 파이터 IV》 이후 제작된 《스트리트 파이터》 시리즈의 공식 다섯 번째 작품이며, 2016년 마이크로소프트 윈도우와 플레이스테이션 4로 처음 출시됐다.
《스트리트 파이터 V》는 전 게임들과 마찬가지로 2D 격투 게임 시스템을 사용하나, 플레이어가 공격을 받을수록 차올라 새로운 기술을 발동할 수 있게 하는 'V 게이지'를 도입한 것이 특징이다. 초기판에는 16명의 플레이어 캐릭터가 있었으며 이후 스토리 모드와 새로운 캐릭터들 등 다양한 업데이트들이 다운로드 가능 컨텐츠로 발매됐다.
출시 당시 플레이 컨텐츠 부족과 서버 관련 문제로 복합적인 평가를 얻었으며, 2016년 3월 31일까지 140만 장의 판매량을 기록해 캡콤이 당초에 회계 연도상 2016년에 판매될 것으로 예상한 200만 장을 달성하는 데에 실패했다. 2020년 9월 30일 기준으로 누적 판매량이 500만 장을 돌파하면서 《스트리트 파이터》 시리즈 역사상 두 번째로 많은 가정용 콘솔 판매량을 달성했다.
출시 이후 부제가 달린 거대한 업데이트가 두 번 있었는데, 2018년 1월 16일에 출시한 《스트리트 파이터 V: 아케이드 에디션》은 아케이드 모드 추가와 유저 인터페이스 개선 등으로 긍정적인 평가를 얻었다. 추가로 이에 기반으로 타이토 타입 X4 기판으로 개발된 아케이드판이 일본서 출시됐다. 2020년 2월 14일 두 번째 업데이트인 《스트리트 파이터 V: 아케이드 에디션》은 이전까지 발매됐던 스테이지, 캐릭터, 복장 등 네 번째 시즌까지 발매된 컨텐츠 대다수가 포함된 완전판으로 발매됐다.

## 개발 및 발매

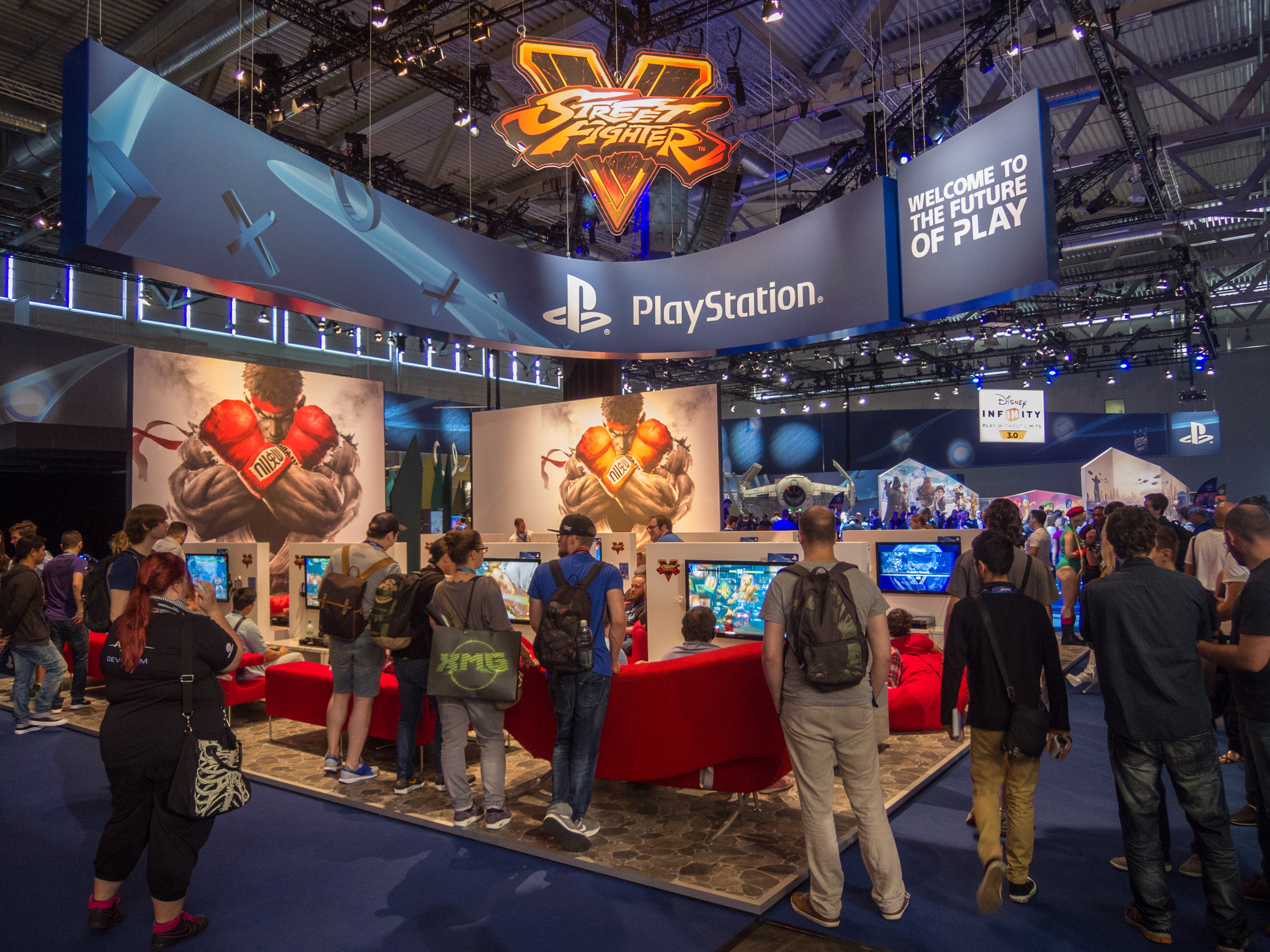
2015년 게임스컴에서 개최된 플레이스테이션 홍보 행사에서의 《스트리트 파이터 V》

《스트리트 파이터 V》는 캡콤과 딤프스가 공동개발했다. 2014년 12월 5일 유튜브를 통해 비공식적으로 영상이 유출됐으며, 다음 날 라스 베이거스에서 열린 2014년 플레이스테이션 익스피리언스에서 플레이스테이션 4와 마이크로소프트 윈도우로 출시하는 것으로 처음 공개됐다. 언리얼 엔진 4 기반으로 제작됐으며 기종간 온라인 플레이를 즐길 수 있는 크로스 플랫폼을 지원하는 것으로 발표됐다. 행사용 이미지송으로 맨 윗 어 미션의 〈서바이버 (Survivor)〉가 사용됐다.

### DLC 캐릭터
스트리트 파이터 V는 순차적으로 DLC 캐릭터를 해금시키는 방식으로 캐릭터들을 추가시키고 있다.
- 시즌 1 DLC(2016년 발매): 알렉스(3월 31일 발매), 가일(4월 29일 발매), 이부키 & 마이크 바이슨(7월 1일 발매), 한주리(7월 27일 발매), 유리안(9월 23일 발매)
- 시즌 2 DLC(2017년 발매): 고우키(2016년 12월 21일 발매), 콜린(3월 1일 발매), 에드(5월 31일 발매), 아비게일(7월 26일 발매), 메나트(8월 30일 발매), 제쿠(10월 25일 발매)
- 시즌 3 DLC(2018년 발매): 카스가노 사쿠라(1월 17일 발매), 블랑카(2월 21일 발매), 팔케(4월 25일 발매), 코디 트래버스(6월 26일 발매), G & 사가트(8월 7일 발매)
- 시즌 4 DLC(2020년 발매): 카게나루모노(살의의 파동에 눈뜬 류) (2018년 12월 17일 발매), 포이즌(2019년 8월 5일 발매), 에드먼드 혼다(2019년 8월 5일 발매), 루시아 모건(2019년 8월 5일 발매), 길(2019년 12월 6일 발매), 세스(2020년 2월 14일 발매)
- 시즌 5 DLC(2021년 발매): 히비키 단(2021년 2월 22일 발매), 로즈(2021년 4월 19일 발매), 오로 & 카자마 아키라(2021년 8월 16일 발매), 루크 설리반(2021년 11월 29일 발매), 일레븐(2022년 2월 22일 발매)

## 참조
1. ↑  영어: Street Fighter V, 일본어: ストリートファイターV
2. ↑  영어: Street Fighter V: Arcade Edition
3. ↑  영어: Street Fighter V: Champion Edition